# Cantons de l'Avairon
Llista dels 46 Cantons de l'Avairon del departament francès de l'Avairon, agrupats per districtes:
- Districte de Millau (15 cantons - sotsprefectura: Millau) :
cantó de Belmont-sur-Rance - cantó de Camarès - cantó de Campanhac - cantó de Cornús - cantó de Millau-Est - cantó de Millau-Oest - cantó de Nant - cantó de Peiralèu - cantó de Saint-Affrique - cantó de Saint-Beauzély - cantó de Saint-Rome-de-Tarn - cantó de Saint-Sernin-sur-Rance - cantó de Salles-Curan - cantó de Sévérac-le-Château - cantó de Vézins-de-Lévézou

- Districte de Rodez (23 cantons - prefectura: Rodés) :
cantó de La Barraca de Fraisse-Sauvatèrra (cap :Baraqueville) - cantó de Boason - cantó de Cassanhas de Begonhés - cantó de Concas - cantó d'Entraigas - cantó d'Espaliu - cantó d'Estanh - cantó de La Guiòla - cantó de Laissac - cantó de Marcilhac - cantó de Lo Mur de Barrés - cantó de Naucèla - cantó de Lo Pont - cantó de Réquista - cantó de Rignac - cantó de Rodés-Est - cantó de Rodés-Nord - cantó de Rodés-Oest - cantó de Saint-Amans-des-Cots - cantó de Saint-Chély-d'Aubrac - cantó de Sainte-Geneviève-sur-Argence - cantó de Saint-Geniez-d'Olt - cantó de Salvetat-Peyralès

- Districte de Vilafranca de Roergue (8 cantons - sotsprefectura: Vilafranca de Roergue) :
cantó d'Aubinh - cantó de Capdenac-Gara - cantó de La Sala - cantó de Montbasens - cantó de Najac - cantó de Riupeirós - cantó de Vilafranca de Roergue - cantó de Vilanòva